# Episodi de L'ispettore Derrick (quinta stagione)
La quinta stagione della serie televisiva L'ispettore Derrick, composta da 13 episodi, è stata trasmessa in Germania dal 6 gennaio al 15 dicembre 1978 sul canale ZDF.
| nº Prima TV Germania | nº Produzione | nº Stagione x nº Episodio | Titolo originale        | Titolo italiano         | Prima TV Germania | Prima TV Italia   | Anno Produzione |
| -------------------- | ------------- | ------------------------- | ----------------------- | ----------------------- | ----------------- | ----------------- | --------------- |
| 40                   | 40            | 05x01                     | Der Fotograf            | Il fotografo            | 6 gennaio 1978    | 3 luglio 1980     | 1977            |
| 41                   | 41            | 05x02                     | Tod eines Fans          | Morte di una fan        | 3 febbraio 1978   | 26 novembre 1981  | 1977            |
| 42                   | 43            | 05x03                     | Abendfrieden            | L'eredità               | 24 febbraio 1978  | 26 giugno 1980    | 1977            |
| 43                   | 42            | 05x04                     | Ein Hinterhalt          | Un'imboscata            | 1º marzo 1978     | 24 novembre 1981  | 1977            |
| 44                   | 44            | 05x05                     | Stein's Tochter         | La figlia di Stein      | 5 maggio 1978     | 18 novembre 1981  | 1977            |
| 45                   | 46            | 05x06                     | Klavierkonzert          | Concerto per pianoforte | 16 giugno 1978    | 14 agosto 1980    | 1978            |
| 46                   | 45            | 05x07                     | Kaffee mit Beate        | Un caffè da Beate       | 14 luglio 1978    | 18 ottobre 1983   | 1978            |
| 47                   | 47            | 05x08                     | Solo für Margarete      | Assolo per Margarete    | 4 agosto 1978     | 10 luglio 1980    | 1978            |
| 48                   | 48            | 05x09                     | Lissas Vater            | Il padre di Lissa       | 25 agosto 1978    | 3 dicembre 1981   | 1978            |
| 49                   | 49            | 05x10                     | Der Spitzel             | L'informatore           | 22 settembre 1978 | 23 novembre 1981  | 1978            |
| 50                   | 50            | 05x11                     | Die verlorenen Sekunden | I secondi perduti       | 20 ottobre 1978   | 17 novembre 1981  | 1978            |
| 51                   | 51            | 05x12                     | Ute und Manuela         | La ragazza di Blacky    | 17 novembre 1978  | 22 settembre 1982 | 1978            |
| 52                   | 52            | 05x13                     | Abitur                  | Maturità                | 15 dicembre 1978  | 12 ottobre 1983   | 1978            |

## Il fotografo
- Titolo originale: Der Fotograf
- Diretto da: Helmuth Ashley
- Scritto da: Herbert Reinecker
- Interpreti:[1][2] Horst Tappert - Stephan Derrick, Fritz Wepper - Harry Klein, Willy Schäfer - Willi Berger, Claus Richt - Benno Lippert, Jürgen Goslar - Blodin, Christine Buchegger - Inge Merz, Bruno Dietrich - Alwin Merz, Mijou Kovacs - Annegret Beer, Herbert Mensching - Andreas Merz, Rudolf Wessely - signor Beer, Josef Fröhlich - detective Scholz, Bruno Walter Pantel - usciere

### Trama
Tre uomini inseguono di notte Alwin Merz, un giovane fotografo che, per sfuggire ai suoi aggressori, si rifugia in una stazione della metropolitana. La corsa di Merz finisce proprio lì, quando i suoi inseguitori gli strappano la pellicola della macchina fotografica e lo gettano il sotto un convoglio in arrivo. Per l'ispettore capo Derrick il caso appare complesso, ma quando la polizia si reca nello studio del fotografo, scopre un importante indizio. Merz, che viveva con il fratello Andreas e la cognata Inge, faceva fotografie di tipo pornografico che rivendeva a Blodin, un imprenditore di dubbia fama. Merz inoltre aveva un forte legame di amicizia con Annegret Beer, una giovane ragazza in sedia a rotelle, tanto che le aveva telefonato dalla metropolitana poco prima di venire ucciso. Mentre Derrick conduce le indagini, coadiuvato da Berger e Lippert, Klein è ricoverato in ospedale a seguito di uno scontro a fuoco.

## Morte di una fan
- Titolo originale: Tod eines Fans
- Diretto da: Alfred Vohrer
- Scritto da: Herbert Reinecker
- Interpreti:[3][4] Horst Tappert - Stephan Derrick, Fritz Wepper - Harry Klein, Willy Schäfer - Willy Berger, Tommi Piper - Harry Dugan, Claus Richt - Benno Lippert, Wolfgang Wahl - Oskar Heckel, Werner Schulenberg - Günther Orkel, Stefan Behrens - Ingo Grasser, Hannes Messemer - Egon Peiss, Christian Kohlund - Konrad Peiss, Rebecca Völz - Marianne Golz, Eva Kotthaus - signora Golz, Helga Anders - Vera Höfer, Stella Mooney-Schell - segretaria, Roland Astor - reporter, Eduard Linkers portiere d'albergo, Karl Schaidler

### Trama
Rientrato in albergo dopo un trionfante concerto, il famoso cantante Harry Dugan scopre il cadavere di una sua fan nella sua stanza. Si tratta di Marianne Golz, nata nel 1960, ed era una fan sfegatata di Dugan. Preso dal panico, il cantante cerca di fare sparire il corpo della ragazza dalla sua camera, ma viene sorpreso da un fotoreporter che subito chiama la polizia e pubblica la sensazionale notizia. Stephan Derrick e Harry Klein sembrano inizialmente convinti della colpevolezza di Dugan, giacché tutti gli indizi sono contro di lui. Marianne era fidanzata con Konrad Peiss, figlio del proprietario della fabbrica nella quale lavorava. Vera Höfer, collega di lavoro e migliore amica di Marianne, racconta a Derrick e a Klein che Marianne le aveva riferito di avere un appuntamento con Dugan in albergo, ma di non aver parlato direttamente con il cantante. Quindi Derrick intuisce che la ragazza abbia trovato la porta aperta dell'albergo e vi sia entrata e poi l'assassino l'abbia uccisa.

## L'eredità
- Titolo originale: Abendfrieden
- Diretto da: Helmuth Ashley
- Scritto da: Herbert Reinecker
- Interpreti:[5] Horst Tappert - Stephan Derrick, Fritz Wepper - Harry Klein, Inge Birkmann - Hélène Schübel, Alice Treff - Margarete Schübel, Thomas Fritsch - Alfons Ulmann, Hilde Weissner - Albina Bellock/Regina Oshaupt, Dietlinde Turban - Annabelle Schönerer, Lisa Helwig - Winnifred Kalkreuth, Marianne Brandt - Erna Herbach, Rudolf Schündler - Waldemar Kreuzer, Klaus Höhne - Ewald Stenger, Angela Hillebrecht - Beate Stenger, Harry Hardt - Berhold Sturm, Lotte Ledl - Lona Mühl, Vitus Zeplichal - Jakob Stanz

### Trama
Jakob Stanz vuole rincontrare la prozia di ottantadue anni, Regina Oshaupt, che vive ormai da anni in una casa di riposo in campagna e che da poco ha ereditato un cospicuo patrimonio lasciato da un famoso violinista. Quando il giovane si reca a fare visita all'amata parente trova le due proprietarie dell'ospizio, le sorelle Schübel, che fanno di tutto affinché l'incontro non avvenga. Le donne dicono a Stanz che la signora Oshaupt è in una seconda casa, una certa pensione "Doderhaus" che si trova a Wilheim. Recatosi sul posto, Stanz non trova traccia della pensione Doderhaus e telefona alle due sorelle, le quali lo convincono ad accettare un colloquio con un loro nipote presso un ristorante. Arrivata la sera, Stanz si sta recando all'appuntamento, però viene travolto da un'auto e ucciso. Sentito un testimone, Derrick e Klein credono che l'incidente sia stato intenzionale.

## Un'imboscata
- Titolo originale: Ein Hinterhalt
- Diretto da: Alfred Vohrer
- Scritto da: Herbert Reinecker
- Interpreti:[6][7] Horst Tappert - Stephan Derrick, Fritz Wepper - Harry Klein, Ruth Leuwerik - Dottoressa Marta Schwenn, Traugott Buhre - Albert Kolpe, Claus Richt - Benno Lippert, Hans-Georg Panczak - Bruno Kolpe, Nora Minor - signora Ziehm, Toni Berger - signor Borsch, Franziska Stömmer - signora Borsch, Werner Asam - Robert Borsch, Hans Kraus - Alf Borsch, Ursula Ludwig - Agnes Bracht, Mascha Gonska - Maria, Heiner Lauterbach - Hacker, Günther Ziegler - Dahle, Willi Röbke, Helmut Fischer

### Trama
Un terribile incidente sconvolge la quiete serale di un piccolo borgo alle porte di Monaco, poiché l'auto della dottoressa Marta Schwenn, medico condotto della zona, esce di strada e si incendia nel bosco di proprietà del signor Borsch, un agricoltore. A prima vista sembrerebbe essere proprio la donna la vittima della tragedia ma, quando i soccorsi giungono sul posto, scoprono che alla guida della vettura c'era un'altra persona. Si tratta del figlio della signora Bracht, una paziente seguita dalla dottoressa. Derrick e Klein intuiscono subito che il bersaglio era la dottoressa. La dottoressa non è amata per il suo carattere rude e sbrigativo. Visto il pericolo che incorre, Derrick consiglia la dottoressa, che vive da sola con l'anziana governante, la signora Ziehm, di chiamare qualche parente. Arriva il nipote Bruno, figlio del fratello con il quale la dottoressa ha chiuso il rapporto da molto tempo per i suoi problemi di dipendenza dall'alcool, un giovanotto di poco più di venti anni. Col passare del tempo tra zia e nipote si stabilisce un vero rapporto di amicizia. Nel frattempo i figli del signor Borsch raccontano a Derrick e Klein di avere visto, il giorno dell'incidente, un uomo, vestito sportivo e in blue jeans, che faceva rotolare la legna e poi scappare con un auto targata Colonia.

## La figlia di Stein
- Titolo originale: Stein's Tochter (si noti il genitivo tedesco con l'apostrofo ad imitazione del genitivo sassone, uso abbastanza scorretto in tedesco)
- Diretto da: Wolfgang Becker
- Scritto da: Herbert Reinecker
- Interpreti:[8][9] Horst Tappert - Stephan Derrick, Fritz Wepper - Harry Klein, Katerina Jacob - Cosima Stein, Thomas Holtzmann - Oswald Stein, Markus Boysen - Heinz Betzky, Stephan Schwartz - Schlobach, Henning Gissel - Hinz, Hartmut Becker - Alexander Bork, Hans Zander - Pohlmann, Karl-Heinz Maslo - Bings, Eckhard Heise - Lutter, Hannes Gromball - Notarzt

### Trama
Dopo una serata in discoteca, Alexander Bork, uomo di trentacinque anni, riaccompagna a casa la fidanzata, Cosima Stein, che ha diciannove anni. Giunti davanti alla casa della ragazza, mentre i due si salutano, dal giardino della famiglia Stein qualcuno spara due colpi all'indirizzo di Bork, ferendolo mortalmente. Cosima, che vive assieme al padre Oswald, un professore di scuola secondaria, cade in una crisi di nervi quando viene a sapere della morte di Alexander e viene ricoverata in ospedale. Giunti sul posto, Derrick e Klein iniziano ad interrogare il professor Stein, il quale suggerisce ai due poliziotti di cercare l'assassino di Bork nella cerchia di compagni e amici della figlia, in modo particolare su Heinz Betzky, ex fidanzato della figlia.

## Concerto per pianoforte
- Titolo originale: Klavierkonzert
- Diretto da: Helmuth Ashley
- Scritto da: Herbert Reinecker
- Interpreti:[10][11] Horst Tappert - Stephan Derrick, Fritz Wepper - Harry Klein, Peter Fricke - Robert van Doom, Maria Schell - Luisa van Doom, Jutta Speidel - Helga Kling, Eric Pohlmann - Carol Ostrow, Heinz Ehrenfreund - Walter Schumann, Iris Berben - Isabella, Sky Dumont - signor Baum, Ursula Ludwig - signora Kling, Helma Seitz - signora Mulak, Ilse Neubauer - signora Seibold, Michael Mendl - cameriera

### Trama
Robert van Doom è un pianista di fama mondiale. Una sera, mentre l'uomo è impegnato in un concerto, nella sua villa accade qualcosa di terribile, attraverso una finestra qualcuno spara uccidendo la signora Kling, la governante. Luisa van Doom, moglie del musicista, riferisce immediatamente a Derrick circa i suoi sospetti, secondo lei si è trattato di un errore compiuto da un killer, poiché pensa che la vittima designata per il mortale attentato doveva essere lei ed il mandante del crimine sarebbe proprio il consorte, il quale ha una relazione extra-coniugale con Isabella. Robert ha chiesto il divorzio, ma Luisa lo nega. Robert deve tutto alla moglie, perché è stata lei, di agiate condizioni economiche, a sostenerlo negli studi.

## Un caffè da Beate
- Titolo originale: Kaffee mit Beate
- Diretto da: Alfred Vohrer
- Scritto da: Herbert Reinecker
- Interpreti:[12] Horst Tappert - Stephan Derrick, Fritz Wepper - Harry Klein, Willy Schäfer - Willy Berger, Helga Anders - Beate Schill, Agnes Fink - signora Pacha, Tilly Lauenstein - signora Wollak, Klaus Herm - signor Pacha, Peter Pasetti - signor Serball, Christian Quadflieg - Herwig, Johanna Elbauer - Helga

### Trama
Beate e Helga sono due giovani aspiranti attrici di teatro. Un giorno le due ragazze si presentano ad un'audizione per il loro provino. Helga è terribilmente agitata, così Beate le offre un cioccolatino al cognac per tranquillizzarla. In pochi secondi Helga crolla a terra e muore avvelenata. Arrivato sul posto, Derrick interroga Beate che, sconvolta, testimonia di aver portato con sé il pacchetto di cioccolatini che aveva trovato nella sua stanza. La giovane vive in una casa insieme ad altri cinque coinquilini, pertanto Derrick è convinto che il veleno fosse destinato a Beate e che solo per una fatale coincidenza la vittima sia stata l'inconsapevole Helga. Per svolgere al meglio le indagini, Derrick infiltra Harry Klein nella casa dove Beate ha la stanza in affitto. Harry, portandosi con sé un pacchetto di cioccolatini al cognac comprati al supermercato e messi nello stesso posto dove lo aveva trovato Beate, conosce gli altri coinquilini, i signori Pacha, due fratelli proprietari dell'appartamento, il signor Serball, direttore di un supermercato, il signor Herwig, un giovane architetto, la signora Wollak, una casalinga. Harry cerca di capire chi poteva avere il movente per uccidere Beate. Nel frattempo la giovane attrice inizia a sedurlo.

## Assolo per Margarete
- Titolo originale: Solo für Margarete
- Diretto da: Michael Braun
- Scritto da: Herbert Reinecker
- Interpreti:[13][14] Horst Tappert - Stephan Derrick, Fritz Wepper - Harry Klein, Willy Schäfer - Willy Berger, Horst Buchholz - Alexis, Susanne Beck - Celia, Lisa Kreuzer - Margarete Wenk, Jacques Breuer - Ruff, Elisabeth Neumann-Viertel - signora Ellweg, Siegurd Fitzek - Liebs, Karl-Heinz Peters - Arzt, Wulf Kessler - Poliziotto, Andreas Seyferth - Musicista, Michael Brennicke - Musicista, Bemey Oberrett - Musicista, Tony Schwarz - Musicista

### Trama
Inseguendo un'auto in fuga, una pattuglia della polizia scopre, lungo le rive dell'Isar, il cadavere di una ragazza morta accoltellata. Per identificare la vittima, l'ispettore capo Derrick fa pubblicare sui quotidiani di Monaco di Baviera una foto della giovane. Poco dopo si presenta alla polizia la signora Ellweg, una donna che asserisce di aver riconosciuto in quella foto una sua inquilina, Margarete Wenk, studentessa di una scuola d'arte grafica. Margarete era la ragazza di Alexis, chitarrista di una band musicale, il quale è dipendente dall'eroina. Margarete stava tentando di convincere Alexis a farsi curare.

### Colonna sonora
- Klaus Doldinger

## Il padre di Lissa
- Titolo originale: Lissas Vater
- Diretto da: Alfred Vohrer
- Scritto da: Herbert Reinecker
- Interpreti:[15][16] Horst Tappert - Stephan Derrick, Fritz Wepper - Harry Klein, Willy Schäfer - Willy Berger, Ullrich Haupt - Georg Hassler, Christine Wodetzky - Elsa Hassler, Heinz Bennent - Ludwig Heimer, Anne Bennent - Lissa, Bruno Hübner - signor Zubringer, Thomas Astan - signor Schröder, Dieter Prochnow - signor Platzek, Helen Vita, Carola Höhn, Bruno W. Pantel, Peter Kaufmann

### Trama
Al termine di una serata di lavoro trascorsa a casa in compagnia del suo contabile Schröder, il signor Georg Hassler accompagna l'uomo fuori in giardino. In quello stesso istante qualcuno, nell'oscurità, spara tre colpi di pistola colpendo a morte Schröder. L'ispettore capo Derrick ed il suo assistente Klein giungono immediatamente sul posto. Hassler indica come colpevole Ludwig Heimer, ex marito della moglie Elsa e padre della figliastra Lissa. Hassler racconta  che proprio il giorno precedente Heimer aveva rivolto minacce di morte alla famiglia. Interrogato da Derrick e Klein, Heimer nega di aver ucciso il contabile. Derrick e Klein seguono un'altra pista, cioè sul giro di amicizie di Schröder, il quale condivideva l'appartamento con un cugino che fa il tassista. Nel frattempo Lissa, la figlia di Ludwig Heimer, sembra traumatizzata dall'evento, probabilmente perché ha assistito all'omicidio dalla finestra della sua stanza.

### Colonna sonora
- Frank Duval

## L'informatore
- Titolo originale: Der Spitzel
- Diretto da: Zbyněk Brynych
- Scritto da: Herbert Reinecker
- Interpreti:[17] Horst Tappert - Stephan Derrick, Fritz Wepper - Harry Klein, Wukky Schäfer - Willy Berger, Klaus Behrendt - Henze, Götz George - Georg Lukas, Ute Willing - Inga, Kornelia Boje - Maria Singer, Stephan Behrens - Burkhardt, Ulli Kinalzik - Rosse, Karl Maria Schley - Edmund Singer, Horst Sachtleben - Josef Hossbach, Herta Worell - signora Lukas, Kai Fischer - Doris Emma, Michel Berger - Fahrenbach, Paul Glawion - Hochmann

### Trama
Georg Lukas, un delinquente ben noto alla polizia, prepara un colpo a una gioielleria insieme ad alcuni complici. Sulle sue tracce c'è Josef Hossbach, un poliziotto in borghese che nota Lukas in una birreria e chiama in suo aiuto un altro poliziotto, Fahrenbach. Hossbach rimane ucciso nella sparatoria avvenuta all'esterno della gioielleria Singer in piena notte. I banditi, probabilmente tre, si sono dati alla fuga. Testimone del fatto è Maria Singer, figlia del proprietario della gioielleria. Derrick viene indirizzato da Hochmann, un suo collega, di seguire Henze, un piccolo delinquente che vive di espedienti e fa il galoppino per Lukas, che è un informatore della polizia.

### Colonna sonora
- Boney M., Rivers of Babylon (Boney M.)
- The Beatles, A Hard Day's Night (singolo The Beatles)

## I secondi perduti
- Titolo originale: Die verlorenen Sekunden
- Diretto da: Alfred Vohrer
- Scritto da: Herbert Reinecker
- Interpreti:[18] Horst Tappert - Stephan Derrick, Fritz Wepper - Harry Klein, Willy Schäfer - Willy Berger, Erland Erlandsen - poliziotto, Elfriede Kuzmann - signora Leubel, Louise Martini - Hanna Schenk, Herbert Herrmann - Harro Brückner, Hans Korte - signor Kwien, Karin Hardt - Älteres Ehepaar, Eduard Linkers - Älteres Ehepaar, Maria Sebaldt - Cornelia Haupt, Uwe Dallmeier - signor Leubel, Renate Grosser - Michaela Scheu, Eran Sellmer - signora Kunz, Michael Maien - Friedrich Bursbach

### Trama
Nell'atelier della signora Haupt giunge la telefonata della signora Kwien, una delle migliori clienti. La signora Kwien chiede che le venga recapitato immediatamente un abito elegante che ha acquistato. Allora la titolare del negozio prega una sua collaboratrice, la signora Leubel, di recapitare il pacco. Quando l'anziana signora entra nell'appartamento della signora Kwien, viene aggredita da un uomo che ha appena ucciso la padrona di casa. Sotto shock la Leubel non riesce a descrivere il volto dell'omicida. Hannah Schenk, arrivata poco dopo il delitto, riferisce a Derrick e a Klein che i coniugi Kwien stavano per divorziare e che il ricco patrimonio apparteneva a lei. Intima amica dei due coniugi, la signora Schenk lavora come segretaria nell'azienda dei Kwien. Mentre Derrick e Klein iniziano le indagini, la signora Leubel viene messa sotto protezione.

### Colonna sonora
- Walter Murphy, A Fifth of Beethoven
- Frank Duval

## La ragazza di Blacky
- Titolo originale: Ute und Manuela
- Diretto da: Helmuth Ashley
- Scritto da: Herbert Reinecker
- Interpreti:[19][20] Horst Tappert - Stephan Derrick, Fritz Wepper - Harry Klein, Willy Schäfer - Willy Berger, Monika Baumgartner - Manuela Stroppe, Cornelia Froboess - Ute Bilser, Werner Asam - Russa, Gisela Uhlen, Martin Semmelrogge - Hans Stroppe, Thomas Braut - signor Stroppe, Bernd Kaiser - Hugo, Louis Potgieter - Egon Sebald, Evelyn Palek

### Trama
Mentre si trova in discoteca Egon Sebald, per gli amici "Blacky", viene attirato dal cameriere perché una telefonata anonima, con una voce femminile, lo avverte che i fari della sua auto sono rimasti accesi. Quando il giovane arriva nel garage sotterraneo, viene colpito mortalmente con un colpo di pistola. Il cadavere viene trovato da un suo amico, il quale chiama la polizia. Derrick cerca di fare luce sul delitto ascoltando le testimonianze di alcuni personaggi legati all'ambiente di "Blacky", tra queste c'è Ute Bilser, un'assistente sociale, che immediatamente si premura di fornire un alibi per Manuela Stroppe, la fidanzata della vittima. Monika, spesso violentata da Blacky, è seguita da Ute perché viene da un contesto familiare difficile.

### Colonna sonora
- Michael Zager Band, Let's All Chant
- John Travolta-Olivia Newton-John, You're the One That I Want
- Frankie Valli, Grease (singolo)
- Genesis, Follow You Follow Me
- George Benson, On Broadway (brano musicale)

## Maturità
- Titolo originale: Abitur
- Diretto da: Theodor Grädler
- Scritto da: Herbert Reinecker
- Interpreti:[21][22] Horst Tappert - Stephan Derrick, Fritz Wepper - Harry Klein, Willy Schäfer - Willy Berger, Michael Wittenborn - Robert Becker, Agnes Dünneisen - Adelheid Becker, Peter Dirschauer - Werner Höfer, Hans Quest - Dottor Becker, Dietlinde Turban - Lisa Klose, Friedrich Georg Beckhaus - Ross, Volker Eckstein - Rolf Bucke, Wilfried Klaus - Lehrer, Josef Fröhlich - barista, Christian Bühner, Karin Frey

### Trama
Robert Becker è un ragazzo timido che il padre vorrebbe destinato a succedergli come medico condotto di un paese alle porte di Monaco di Baviera. Per raggiungere questo scopo, però, deve prepararsi adeguatamente per sostenere l'esame che ha bisogno di superare a pieni voti. Ad aiutare Robert negli studi c'è Werner Höfer, un professore che si è anche infatuato di Adelheid, la sorella del giovane Becker, la quale cerca di sfruttare la cosa a vantaggio del fratello. Pertanto, una sera il professore ed Adelhaid vanno in discoteca, ma si salutano bruscamente perché il docente non vuole commettere illegalità per dar certezza assoluta al risultato del diploma, a qualsiasi costo, e il professore, alquanto nervoso e distratto, investe un povero ragazzo in bicicletta e scappa via. Dopo una serata passata in un bowling, Derrick e Klein capitano proprio nel luogo dell'incidente e trovano il collega Ross Il morto è Eric Stoll, impiegato commerciale di ventidue anni. Nel frattempo giunge il dottor Becker, che abita nelle vicinanze del luogo dell'incidente. Becker riscontra una contusione alla coscia, frattura al femore e una ferita al capo molto strana. la dinamica dell'incidente è strana. L'autopsia rileva che la ferita alla testa è stata fatta con un oggetto contundente e pertanto Derrick ammette l'ipotesi di omicidio. Derrick e Klein iniziano a svolgere le indagini tra i frequentatori della discoteca. Intanto il professor Höfer crede che il ragazzo sia morto per causa sua e viene ricattato da Adelhaid.

### Colonna sonora
- Frank Duval
- Rolling Stones, Miss You
- Eruption, I Can't Stand the Rain
- Tavares, More Than a Woman
- Hot Chocolate, Every 1's a Winner (singolo)
- David Shire, Manhattan Skyline